# Villa Montegattoli
La Villa Montegattoli si trova sul versante est del Montalbano che guarda la vallata Pistoiese, a meno di un chilometro dal paese di Vinacciano, nella provincia di Pistoia (regione Toscana).

## Storia
Il toponimo Montegattoli risale alla dominazione dei Longobardi, e precisamente dalla parola germanica Wahta, che ha il significato di "posto di guardia". All'epoca era stato appunto costruito un posto di guardia per controllare l'itinerario che veniva da Lucca e dalla costa. Passando da Montevettolini al passo di Montirici, proseguendo da Vinacciano e poi arrivando a Montegattoli, da qui scendeva verso la zona abitata del Gabbiano che collegava alla strada che portava a Pistoia, attraversando il torrente Ombrone in località Pontelungo.
Vista l'importanza strategica del luogo qui è sempre esistito un fortilizio, che con il passare dei secoli si è trasformato in villa fortificata. Questa villa è ricordata più volte nella storia della città di Pistoia, in particolare durante l'anno 1332 quando, ad opera dei Pistoiesi presi prigionieri, i suoi signori, tali Bellanda di Montegattoli ed il suo consorte Giobbo da Montevetturino (odierno Montevettolini), rei di essere alleati con l'allora signore di Lucca, Castruccio Castracani, furono portati in città in catene e tenuti qui prigionieri. Quando Castruccio, che nel frattempo era accampato presso il borgo di Bonelle, assediò la città di Pistoia, essi vennero brutalmente giustiziati davanti ai suoi occhi, prima tramite impiccagione e poi squartati sulle mura della città, come si usava a quei tempi, a mostrar disprezzo al signore ed a tutti i suoi servitori, ed a monito di tutti quanti intendessero con il Castruccio allearsi. Un'epigrafe murata sulla facciata della villa da uno dei suoi proprietari, Carlo Tolomei, nell'anno 1861, ricorda questo sanguinoso fatto accaduto.
Nel Cinquecento la villa fu fortilizio dei Cancellieri e degli Appiani, in seguito appartenne alle nobili famiglie dei Gatteschi, dei Tolomei e dei Corsini di Firenze.

## Cappella
La cappella annessa alla villa è dedicata ai santi apostoli Simone e Giuda. Non sappiamo con precisione quando essa fu eretta, ma già doveva esistere quando da documenti della Curia vescovile risulta che il capitano Bartolomeo di Tommaso Gatteschi, con un suo testamento del 20 aprile 1564, lo dotò di beni, e sopra di essi impose l'onere di farsi celebrare funzione religiosa nei giorni festivi e che venisse celebrata la festa nel giorno della ricorrenza dei Santi cui l'oratorio è stato dedicato.
Questa ufficiatura fu annessa al Maiorasco (primogenito) della famiglia Gatteschi e con decreto del vescovo Scipione de' Ricci, nel 1782 fu trasferita alla Pieve di Vinacciano e fu incaricato dell'incombenza il suo cappellano. In seguito, passata la proprietà della villa ai Tolomei, essi si vollero liberare da tale obbligo nel 1860. La cappella che in origine era officiata a uso pubblico dal 1782 è adibito a oratorio privato.
Nella cappella  si trovava una tavola raffigurante la Madonna in trono tra i S.S. Simone e Giuda Taddeo di  Amedeo Laini da Pistoia della prima metà del XVI secolo. Finita sul mercato antiquario in epoca imprecisata, fu li trovata e acquisita nel 2005 e ora conservata presso la collezione della Fondazione Cassa di Risparmio di Pistoia e Pescia a palazzo De Rossi. La tavola è tuttora racchiusa nella sua preziosa cornice originaria, e mostra gli stemmi della famiglia Gatteschi dipinti nella predella, ed è a oggi l'unica opera nota di Amedeo Laini.